# Sent Caprasi (Òlt i Garona)
Sant Caprasi de l'Èrm (en francès Saint-Caprais-de-Lerm) és un municipi francès situat al departament d'Òlt i Garona i a la regió de la Nova Aquitània.

## Demografia
| 1962                                       | 1968 | 1975 | 1982 | 1990 | 1999 | 2007 |
| ------------------------------------------ | ---- | ---- | ---- | ---- | ---- | ---- |
| 258                                        | 304  | 302  | 414  | 452  | 476  | 549  |
| Des de 1962: població sense dobles comptes |      |      |      |      |      |      |

## Administració
| Període | Identitat          | Partit |
| ------- | ------------------ | ------ |
| 1989-   | Jean-Paul Pradines |        |